# Чемпионат мира по стрельбе 1954
36-й чемпионат мира по стрельбе прошёл в 1954 году в Каракасе (Венесуэла).

## Общий медальный зачёт
| Место | Страна    | Золото | Серебро | Бронза | Всего |
| ----- | --------- | ------ | ------- | ------ | ----- |
| 1     | СССР      | 20     | 6       | 7      | 33    |
| 2     | Швеция    | 4      | 9       | 5      | 18    |
| 3     | США       | 3      | 6       | 2      | 11    |
| 4     | Италия    | 2      | 1       | 0      | 3     |
| 5     | Канада    | 1      | 0       | 0      | 1     |
| 6     | Норвегия  | 0      | 4       | 5      | 9     |
| 7     | Швейцария | 0      | 3       | 2      | 5     |
| 8     | Югославия | 0      | 1       | 0      | 1     |
| 9     | Финляндия | 0      | 0       | 6      | 6     |
| 10    | Колумбия  | 0      | 0       | 1      | 1     |
| 10    | Куба      | 0      | 0       | 1      | 1     |
| 10    | Египет    | 0      | 0       | 1      | 1     |

## Медалисты

### Винтовка
| Дисциплина                               | Золото                                                                                        | Серебро                                                                                       | Бронза                                                                                       |
| ---------------------------------------- | --------------------------------------------------------------------------------------------- | --------------------------------------------------------------------------------------------- | -------------------------------------------------------------------------------------------- |
| Винтовка с трёх позиций, 50 м            | Анатолий Богданов (СССР)                                                                      | Василий Борисов (СССР)                                                                        | Вильхо Юлёнен (Финляндия)                                                                    |
| Винтовка с трёх позиций, 50 м (команды)  | СССР · Анатолий Богданов · Василий Борисов · Моисей Иткис · Григорий Купко · Борис Береберин  | Швеция · Уно Берг · Исак Эрбен · Вальтер Фрёстелль · Андерс Квисберг · Нильс Сундберг         | Норвегия · Ивер Ос · Анкер Хаген · Эрлинг Конгсхауг · Мауритц Амундсен · Торе Скредегорд     |
| Винтовка лёжа, 50 м                      | Василий Борисов (СССР)                                                                        | Андерс Квисберг (Швеция)                                                                      | Ивер Ос (Норвегия)                                                                           |
| Винтовка лёжа, 50 м (команды)            | Швеция · Уно Берг · Исак Эрбен · Курт Юханссон · Андерс Квисберг · Нильс Сундберг             | Норвегия · Арне Торсруд · Анкер Хаген · Эрлинг Конгсхауг · Мауритц Амундсен · Торе Скредегорд | СССР · Анатолий Богданов · Василий Борисов · Моисей Иткис · Григорий Купко · Борис Береберин |
| Винтовка с колена, 50 м                  | Анатолий Богданов (СССР)                                                                      | Василий Борисов (СССР)                                                                        | Моисей Иткис (СССР)                                                                          |
| Винтовка с колена, 50 м (команды)        | СССР · Анатолий Богданов · Василий Борисов · Моисей Иткис · Григорий Купко · Борис Береберин  | Швеция · Курт Юханссон · Исак Эрбен · Вальтер Фрёстелль · Андерс Квисберг · Нильс Сундберг    | Норвегия · Ивер Ос · Анкер Хаген · Эрлинг Конгсхауг · Мауритц Амундсен · Торе Скредегорд     |
| Винтовка стоя, 50 м                      | Анатолий Богданов (СССР)                                                                      | Василий Борисов (СССР)                                                                        | Йон Сундберг (Швеция)                                                                        |
| Винтовка стоя, 50 м (команды)            | СССР · Анатолий Богданов · Василий Борисов · Моисей Иткис · Григорий Лузин · Борис Береберин  | Норвегия · Ивер Ос · Анкер Хаген · Эрлинг Конгсхауг · Мауритц Амундсен · Торе Скредегорд      | Швейцария · Э.Ленц · Роберт Бюрхлер · Эрнст Хубер · Э.Рамзайер · Эрнст Шмид                  |
| Винтовка лёжа, 50+100 м                  | Джилмур Боа (Канада)                                                                          | Курт Юханссон (Швеция)                                                                        | Огаст Вестергард (США)                                                                       |
| Винтовка лёжа, 50+100 м, (команды)       | США · Артур Кук · Артур Джексон · Огаст Вестергард · Верле Райт                               | Швеция · Курт Юханссон · Исак Эрбен · Агне Виберг · Уно Берг                                  | СССР · Анатолий Богданов · Василий Борисов · Моисей Иткис · Борис Береберин                  |
| Винтовка с трёх позиций, 300 м           | Анатолий Богданов (СССР)                                                                      | Василий Борисов (СССР)                                                                        | Вильхо Юлёнен (Финляндия)                                                                    |
| Винтовка с трёх позиций, 300 м (команды) | СССР · Анатолий Богданов · Василий Борисов · Моисей Иткис · Пётр Авилов · Василий Крышневский | Швейцария · Георг Клавадечер · Роберт Бюрхлер · Эрнст Хубер · Аугуст Холленштайн · Эрнст Шмид | Швеция · Курт Юханссон · Исак Эрбен · Вальтер Фрёстелль · Агне Виберг · Нильс Сундберг       |
| Винтовка лёжа, 300 м                     | Анатолий Богданов (СССР)                                                                      | Василий Борисов (СССР)                                                                        | Эрнст Хубер (Швейцария)                                                                      |
| Винтовка с колена, 300 м                 | Анатолий Богданов (СССР)                                                                      | Нильс Сундберг (Швеция)                                                                       | Вильхо Юлёнен (Финляндия)                                                                    |
| Винтовка стоя, 300 м                     | Василий Борисов (СССР)                                                                        | Аугуст Холленштайн (Швейцария)                                                                | Анатолий Богданов (СССР)                                                                     |
| Стандартная винтовка, 300 м              | Вальтер Фрёстелль (Швеция)                                                                    | Андерс Квисберг (Швеция)                                                                      | Х.Матальана (Колумбия)                                                                       |
| Стандартная винтовка, 300 м (команды)    | Швеция · Уно Берг · Исак Эрбен · Вальтер Фрёстелль · Оле Ольссон · Андерс Квиссберг           | Югославия · Градимир Бончич · Йосип Чук · Богдан Йез · Златко Машек · Стьепан Праукхардт      | Финляндия · Эса Кервинен · Яри Пяльве · Микко Нордквист · Йорма Тайтто · Вильхо Юлёнен       |

### Пистолет
| Дисциплина                                | Золото                                                                                           | Серебро                                                                        | Бронза                                                                                 |
| ----------------------------------------- | ------------------------------------------------------------------------------------------------ | ------------------------------------------------------------------------------ | -------------------------------------------------------------------------------------- |
| Пистолет, 50 м                            | Хьюэлетт Беннер (США)                                                                            | Торстен Уллман (Швеция)                                                        | Анатолий Ясинский (СССР)                                                               |
| Пистолет, 50 м (команды)                  | СССР · Владимир Дёмин · Антон Ясинский · Константин Мартазов · Евгений Поликанин · Лев Вайнштейн | США · Ральф Энтони · Хьюэлетт Беннер · Джон Доддс · Харри Ривс · Оффатт Пинион | Швеция · Оке Линдблом · Лейф Ларссон · Хуго Лундквист · Торстен Уллман · Густаф Преутц |
| Скорострельный пистолет, 25 м             | Николай Калиниченко (СССР)                                                                       | Вильям Макмиллан (США)                                                         | Пентти Линносвуо (Финляндия)                                                           |
| Скорострельный пистолет, 25 м (команды)   | СССР · Евгений Черкасов · Николай Калиниченко · Виктор Насонов · Олег Жутов                      | США · Хьюэлетт Беннер · Вильям Макмиллан · Томас Митчелл · Филипп Роеттингер   | Финляндия · Вяйнё Хеусала · Пентти Линносвуо · Лаури Тойкка · Леонард Равило           |
| Пистолет центрального боя, 25 м           | Торстен Уллман (Швеция)                                                                          | Хьюэлетт Беннер (США)                                                          | Вильям Макмиллан (США)                                                                 |
| Пистолет центрального боя, 25 м (команды) | СССР · Антон Ясинский · Константин Мартазов · Махмуд Умаров · Лев Вайнштейн                      | США · Хьюэлетт Беннер · Вильям Макмиллан · Джон Джагода · Харри Ривс           | Куба · Томас Кабанас · Рафаэл Кадалсо · Л.Дедиот · Карлос Родригес Фео                 |

### Стрельба по движущейся мишени
| Дисциплина                                              | Золото                                                                               | Серебро                                                                      | Бронза                                                                       |
| ------------------------------------------------------- | ------------------------------------------------------------------------------------ | ---------------------------------------------------------------------------- | ---------------------------------------------------------------------------- |
| Одиночные выстрелы по «бегущему оленю», 100 м           | Виталий Романенко (СССР)                                                             | Ролф Бергерсен (Норвегия)                                                    | Николай Прозоровский (СССР)                                                  |
| Одиночные выстрелы по «бегущему оленю», 100 м (команды) | СССР · Дмитрий Бобрун · Василий Онищенко · Николай Прозоровский · Виталий Романенко  | Норвегия · Ола Бруде · Биргер Буэринг-Андерсен · Ролф Бергерсен · Йон Ларсен | Швеция · Бенгт Аустрин · Оке Боман · Георг Эрдман · Пер Олоф Скёльдберг      |
| Двойные выстрелы по «бегущему оленю», 100 м             | Дмитрий Бобрун (СССР)                                                                | Виталий Романенко (СССР)                                                     | Владимир Севрюгин (СССР)                                                     |
| Двойные выстрелы по «бегущему оленю», 100 м (команды)   | СССР · Дмитрий Бобрун · Владимир Севрюгин · Николай Прозоровский · Виталий Романенко | Швеция · Бенгт Аустрин · Оке Боман · Георг Эрдман · Пер Олоф Скёльдберг      | Норвегия · Ола Бруде · Биргер Буэринг-Андерсен · Ролф Бергерсен · Йон Ларсен |

### Стендовая стрельба
| Дисциплина     | Золото                                                                            | Серебро                                                             | Бронза                                                           |
| -------------- | --------------------------------------------------------------------------------- | ------------------------------------------------------------------- | ---------------------------------------------------------------- |
| Трап           | Чезаре Мерло (Италия)                                                             | Галлиано Россини (Италия)                                           | Ханс Оснес (Норвегия)                                            |
| Трап (команды) | Италия · Раффаэле де Донато · Чезаре Мерло · Гульелмо Туччимей · Галлиано Россини | Швеция · Кнут Алвин · Кнут Холмквист · Клаэс Алвин · Бенгт Малмгрен | Египет · Сеиф Галеб · Мохамед Бадрави · Рафие Сенусси · Али Риад |
| Скит           | Честер Критс (США)                                                                | Кеннет Пендерграс (США)                                             | Бенгт Малмгрен (Швеция)                                          |